# Gosaldoddi, Koppal
Gosaldoddi là một làng thuộc tehsil Koppal, huyện Koppal, bang Karnataka, Ấn Độ.